# Łousza
Łousza (biał. Лоўша, ros. Ловша) – stacja kolejowa w miejscowości Mikicicha i w pobliżu miejscowości Łouża, w rejonie szumilińskim, w obwodzie witebskim, na Białorusi. Położona jest na linii Witebsk – Połock.
Stacja powstała w XIX w. na drodze żelaznej dynebursko-witebskiej pomiędzy stacjami Obol i Sierocino.